# Guardian Angel
„Guardian Angel” – trzeci singel oraz utwór brytyjskiego zespołu Juno Reactor wydany w październiku 1995 roku w Wielkiej Brytanii przez wytwórnię Blue Room Released (wydanie CD i 12"). Singel pochodzi z trzeciego albumu Juno Reactor – Beyond the Infinite, składają się na niego 2 utwory: tytułowy "Guardian Angel" oraz b-side "Razorback" (który pojawił się na japońskiej i amerykańskiej rozszerzonej wersji albumu Beyond the Infinite). Utwory te, podobnie jak większość produkcji zespołu, należą do nurtu muzyki psychedelic trance oraz goa trance.

## Lista utworów
1. "Guardian Angel" - 7:27
2. "Razorback" - 6:54